# Beaufort-sur-Gervanne
Beaufort-sur-Gervanne là một xã thuộc tỉnh Drôme trong vùng Auvergne-Rhône-Alpes đông nam nước Pháp. Xã Beaufort-sur-Gervanne nằm ở khu vực có độ cao từ 280-836 mét trên mực nước biển.